# Подольшин
Подольшин (пол. Podolszyn) — село в Польщі, у гміні Лешноволя Пясечинського повіту Мазовецького воєводства.
Населення — 216 осіб (2011).
У 1975-1998 роках село належало до Варшавського воєводства.

## Демографія
Демографічна структура станом на 31 березня 2011 року:
|          | Загалом | Допрацездатний вік | Працездатний вік | Постпрацездатний вік |
| -------- | ------- | ------------------ | ---------------- | -------------------- |
| Чоловіки | 109     | 20                 | 77               | 12                   |
| Жінки    | 107     | 20                 | 59               | 28                   |
| Разом    | 216     | 40                 | 136              | 40                   |